# Krn, Kobarid
Krn este o localitate din comuna Kobarid, Slovenia, cu o populație de 38 de locuitori.